# Jukebox the Ghost

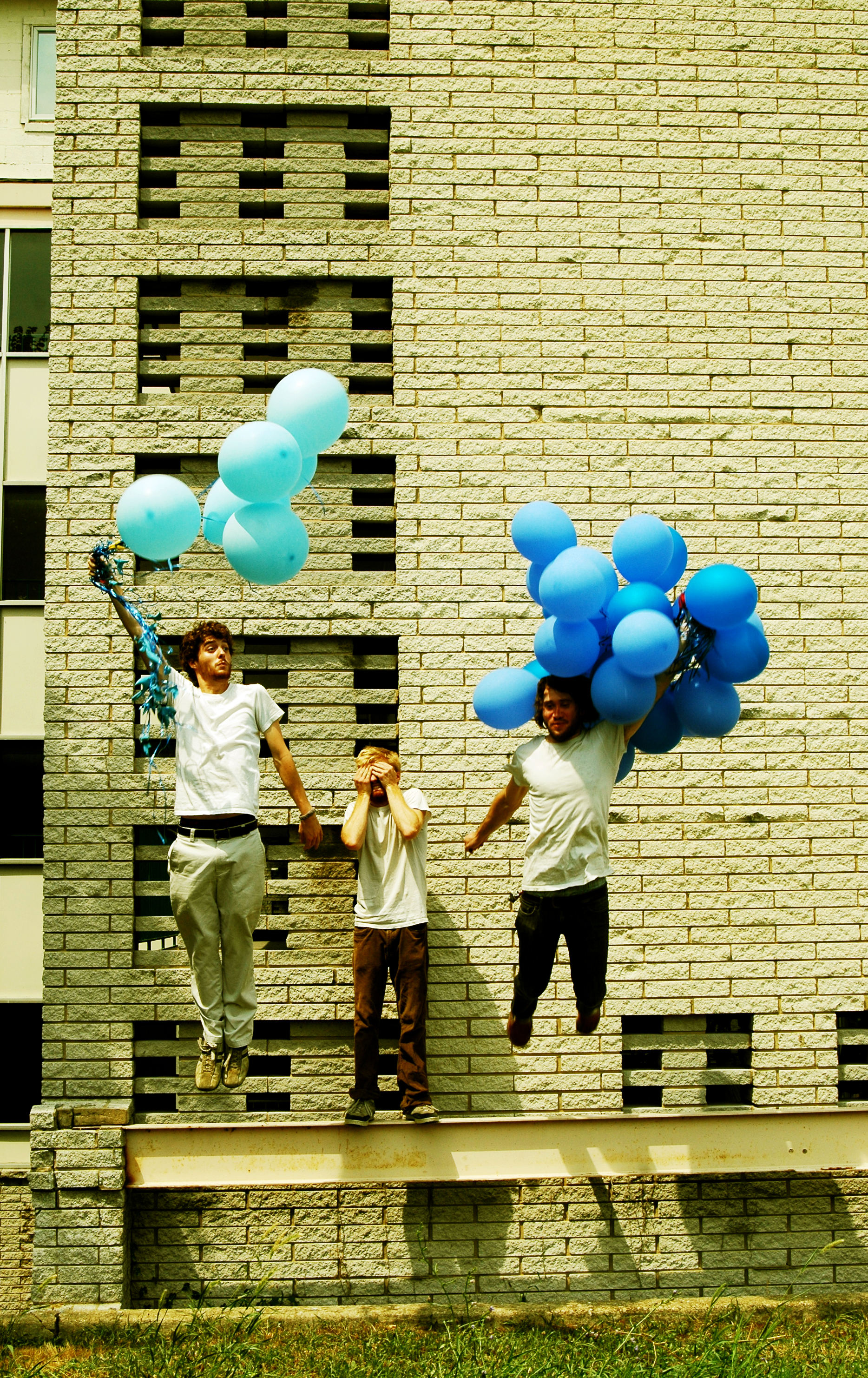
Jukebox the Ghost 2009

Jukebox the Ghost ist eine US-amerikanische Rockband. Sie besteht aus Ben Thornewill (Gesang, Klavier), Tommy Siegel (Gesang, Gitarre) und Jessie Willen (Schlagzeug).

## Geschichte
2003 lernten sie die drei Musiker an der George Washington University kennen und gründeten die Band „The Sunday Mail“. 2005 beschlossen sie, sich eine Auszeit zu nehmen. Während dieser Zeit entstanden viele neue Songs, die nicht mehr so gut zum Bandimage passten, woraufhin sie beschlossen, sich in „Jukebox the Ghost“ umzubenennen. Der Name ist eine Kombination aus einer Textzeile von Captain Beefheart und einer Zeile aus dem Buch „Pnin“ von Vladimir Nabokov.
2008 erschien ihr erstes Album Let Live & Let Ghosts, und im selben Jahr erschien ein Sampler mit einer Coverversion von Beautiful Life der Band Ace of Base. Es folgten mehrere Konzertreisen als Vorgruppe, unter anderem auf der Europatour von Adam Green im Februar 2010 oder der Deutschland-Tour von James Blunt im Oktober 2011 mit Tour-Finale in Düsseldorf. Am 1. September 2010 war die Band zu Gast bei der Late Show with David Letterman, wo sie die Single Schizophrenia spielten. Am 7. September 2010 erschien das zugehörige Album Everything Under the Sun. Oktober 2011 wurde ihr neuestes Album in New York veröffentlicht.

## Diskografie

### Alben
- Let Live & Let Ghosts (2008)
- Everything Under the Sun (2010)
- Save Travels (2012)
- Jukebox the Ghost (2014)
- Off to the Races (2018)

### Singles
- Schizophrenia (2010)